# درازپایان
درازپایان نام تیره‌ای از پستانداران کیسه‌دار شامل کانگوروها، والابی‌ها، کانگوروهای درختی، فیلاندرها، و بسیاری دیگر است. درازپایان بومی استرالیا، گینه نو، و بعضی جزیره‌های اطراف هستند. پیش از آنکه اروپاییان به استرالیا پا بگذارند، ۵۳ گونه درازپا وجود داشت که از این میان ۶ گونه تاکنون منقرض شده‌اند و جمعیت ۱۱ گونه نیز به شدت کم شده‌است. بعضی دیگر گونه‌های این تیره پیش از ورود اروپاییان و پس از مهاجرت مردمان بومی استرالیا منقرض شدند.

## توصیف ظاهری
درازپایان گوناگون اندازه‌های متفاوتی دارند ولی بیشترشان پاهای عقبی بسیار بزرگ و دمی بلند و ماهیچه‌ای دارند. بیشتر آن‌ها همچنین دارای انگشتان پاهایی با شکل ویژه هستند که در آن چهارمین انگشت بسیار بلند و قوی است، پنجمین انگشت کوچکتر از چهارمی است، انگشتان دوم و سوم به هم گره‌خورده و ادغام شده‌اند. پاهای جلویی (دستان) کوتاه هستند و پنج انگشت جدای از هم دارند. همه آن‌ها سرهایی به نسبت کوچک دارند با گوش‌های دراز به استثنای کانگوروی درختی که نیاز دارد با سرعت میان شاخه‌های درختان جابجا شود.

## رده‌بندی
تیره درازپایان نزدیک ۶۰ گونه دارد که در دو زیرخانواده رده‌بندی شده‌اند:
- تیره درازپایان
  -     - سرده †Watutia
    - سرده †Dorcopsoides
    - سرده †Kurrabi

  - زیرخانواده †Bulungamayinae
    - سرده †Ganguroo

  - زیرخانواده والابی خرگوشی نواردار[۲]
    - سرده والابی خرگوشی نواردار
      - والابی خرگوشی نواردار، Lagostrophus fasciatus

    - سرده †Tropsodon

  - زیرخانواده Sthenurinae
    - سرده †Sthenurus
    - سرده †Procoptodon
    - سرده †Hadronomas
    - سرده †Eosthenurus

  - زیرخانواده †Balbarinae
    - سرده †Nambaroo
    - سرده †Wururoo
    - سرده †Ganawamaya
    - سرده †Balbaroo
    - سرده †Silvaroo

  - زیرخانواده درازپاییان
    - سرده †Prionotemnus
    - سرده †Congruus
    - سرده †Baringa
    - سرده †Bohra
    - سرده †Synaptodon
    - سرده †Fissuridon
    - سرده †Protemnodon
    - سرده Dendrolagus: کانگوروهای درختی
      - کانگوروی درختی خاکستری، Dendrolagus inustus
      - کانگوروی درختی لامهولتز، Dendrolagus lumholtzi
      - کانگوروی درختی بنت، Dendrolagus bennettianus
      - کانگوروی درختی خرس‌شکل، Dendrolagus ursinus
      - کانگوروی درختی مچی، Dendrolagus matschiei
      - کانگوروی درختی دوریا، Dendrolagus dorianus
      - کانگوروی درختی گودفلو، Dendrolagus goodfellowi
      - کانگوروی درختی فروبوم، Dendrolagus spadix
      - کانگوروی درختی طلایی‌پوش، Dendrolagus pulcherrimus
      - کانگوروی درختی سری، Dendrolagus stellarum
      - دینگیسو، Dendrolagus mbaiso
      - کانگوروی درختی اسکات، Dendrolagus scottae

    - سرده Dorcopsis
      - Brown Dorcopsis، Dorcopsis muelleri
      - White-striped Dorcopsis، Dorcopsis hageni
      - Black Dorcopsis، Dorcopsis atrata
      - Gray Dorcopsis، Dorcopsis luctuosa

    - سرده Dorcopsulus
      - Small Dorcopsis، Dorcopsulus vanheurni
      - Macleay's Dorcopsis، Dorcopsulus macleayi

    - سرده Lagorchestes
      - †والابی خرگوشی دریاچه ماکای، †Lagorchestes asomatus
      - والابی خرگوشی نشان‌دار، Lagorchestes conspicillatus
      - والابی خرگوشی روفوس، Lagorchestes hirsutus
      - †والابی خرگوشی شرقی، †Lagorchestes leporides

    - سرده Macropus
      - زیرسرده Notamacropus
        - والابی چابک، Macropus agilis
        - والابی سیاه‌خط، Macropus dorsalis
        - والابی تامار، Macropus eugenii
        - †والابی تولاش، †Macropus greyii
        - والابی قلمویی غربی، Macropus irma
        - والابی پارما، Macropus parma (برای ۱۰۰ سال گمان بر منقرض بودن بود، به تازگی دوباره دیده شده است.)
        - والابی دم‌شلاقی، Macropus parryi
        - والابی گردن‌قرمز، Macropus rufogriseus

      - زیرسرده Osphranter
        - کانگوروی بزشکل، Macropus antilopinus
        - والاروی سیاه، Macropus bernadus
        - والاروی معمولی، Macropus robustus
        - کانگوروی قرمز، Macropus rufus

      - زیرسرده Macropus
        - کانگوروی خاکستری غربی، Macropus fuliginosus
        - کانگوروی خاکستری شرقی، Macropus giganteus

    - سرده والابی دم‌سوزنی
      - والابی دم‌سوزنی افساردار، Onychogalea fraenata
      - †والابی دم‌سوزنی کرس‌سنت، †Onychogalea lunata
      - والابی دم‌سوزنی شمالی، Onychogalea unguifera

    - سرده صخره‌راسوها (Petrogale)
      - گروه گونه‌های P. brachyotis
        - والابی صخره کوتاه‌گوش، Petrogale brachyotis
        - مونجون، Petrogale burbidgei
        - والابی صخره کوتوله، Petrogale concinna

      - گروه گونه‌های P. xanthopus
        - والابی صخره پراسپرین، Petrogale persephone
        - والابی صخره روتشیلد، Petrogale rothschildi
        - والابی صخره پا-زرد، Petrogale xanthopus

      - گروه گونه‌های P. lateralis/penicillata
        - والابی صخره پالم آیلند، Petrogale assimilis
        - والابی صخره دماغه یورک، Petrogale coenensis
        - والابی صخره گادمن، Petrogale godmani
        - والابی صخره هربرت، Petrogale herberti
        - والابی صخره بی‌پیرایه، Petrogale inornata
        - والابی صخره پهلوسیاه، Petrogale lateralis
        - والابی صخره ماریبا، Petrogale mareeba
        - والابی صخره دم‌قلمویی، Petrogale penicillata
        - والابی صخره گردن‌بنفش، Petrogale purpureicollis
        - والابی صخره مونت کلارو، Petrogale sharmani

    - سرده Setonix
      - کوئوکا: Setonix brachyurus

    - سرده کیسه‌راسوها (Thylogale)
      - فیلاندر تاسمانی، Thylogale billardierii
      - فیلاندر براون، Thylogale browni
      - فیلاندر سربی، Thylogale brunii
      - فیلاندر کالابی، Thylogale calabyi
      - فیلاندر کوهستان، Thylogale lanatus
      - فیلاندر پا-سرخ، Thylogale stigmatica
      - فیلاندر گردن‌قرمز، Thylogale thetis

    - سرده والابی‌ها (Wallabia)
      - والابی مرداب یا والابی سیاه، Wallabia bicolor